# Virgen de Belén (Museo Catedralicio de Zamora)
La Virgen de Belén es una talla realizada entre 1613 y 1615 por Sebastián Ducete y Esteban de Rueda. Está ubicada en el Museo Catedralicio de Zamora, en Castilla y León (España).

## Historia

### Ubicaciones
La imagen fue realizada entre los años 1613 y 1615 por Sebastián Ducete y Esteban de Rueda con destino a una capilla emplazada en la Iglesia de San Marcos de Toro; allí disfrutó de una gran devoción por parte de los fieles además de recibir numerosos exvotos, la mayor parte ofrecidos por parturientas. Tras ser el templo demolido en el siglo xix, la Virgen fue conducida al Convento de Santa Clara, ubicado en la misma localidad, siendo vendida por las monjas clarisas a Bartolomé Chillón, arcipreste de la Catedral de Zamora, quien ordenó por voluntad testamentaria en 1946 la donación de la talla a la seo, donde se conserva actualmente en las dependencias del Museo Catedralicio.

### Atribución
Manuel Gómez-Moreno vinculó erróneamente la obra a Gregorio Fernández, mientras que José Navarro Talegón halló similitudes con la imaginería de Ducete y de Rueda, si bien Luis Vasallo Toranzo considera que la pieza puede ser obra únicamente de Ducete. El conflicto a la hora de atribuir la pieza a uno de ellos se debe a que a lo largo de la segunda década del siglo xvii el taller de Esteban de Rueda recibió multitud de encargos de Burgos, Segovia, Valladolid, Medina del Campo y, principalmente, Salamanca, ciñéndose de Rueda a los modelos de Ducete, lo que dificulta la adjudicación de algunas obras de este periodo a uno u otro.

## Descripción
La imagen, muy atractiva a nivel plástico y realizada durante la transición del arte renacentista al arte barroco, replica el prototipo creado por Ducete en el relieve de la Adoración de los Pastores presente en el retablo mayor de la Iglesia de Santa Sofía de Toro, guardando parecido a su vez en lo relativo a la labor de talla de la cabeza, la pose de ambos brazos y el tratamiento de los drapeados con la imagen de la Inmaculada Concepción elaborada en 1612 para Villalar de los Comuneros y conservada a día de hoy en el Seminario de Valladolid. A nivel compositivo la pieza se encuadra en el protobarroco ya que rehúye la frontalidad y potencia la contraposición de las extremidades de la Virgen y el Niño, todo ello con el fin de que la disparidad de los volúmenes cree un fuerte efecto pictórico plagado de claroscuros. Alejada de movimientos complicados y de excesiva teatralidad, ambas figuras se hallan en un ambiente intimista y de gran carga emocional debido al cruce de miradas entre madre e hijo.
Con unas medidas de 60 × 31 × 26 cm y realizada en madera de pino, esto último nada común en el taller de Ducete, María, muy similar a la Virgen del grupo Santa Ana, la Virgen y el Niño tallado por Esteban de Rueda en el primer cuarto del siglo XVII y conservado en la Iglesia de Santa María de Villavellid, es mostrada con los brazos hacia el lado izquierdo para así poder admirar, con las manos en actitud orante, la rechoncha figura de Jesús, quien acostado sobre una almohada frente a su madre luce un semblante desenfadado y lleno de vitalidad como es habitual en las imágenes infantiles de Ducete. María, de aspecto juvenil, viste una sencilla camisa de la que únicamente se pueden apreciar los puños, una túnica con cuello redondeado y un velo fruncido tapado en parte por el manto, posado sobre los hombros y con caída por la parte posterior, replegándose en la zona frontal y dibujando pliegues en un alarde de combinación de volúmenes. Los drapeados de los paños se caracterizan por poseer un aspecto alatonado, rasgo típico de Ducete así como los finos y puntiagudos rizos del cabello de la Virgen, los cuales destacan en la frente y en las sienes mientras que varios mechones caen sobre los hombros a modo de tirabuzones afilados. El rostro de María es ovalado y en él se aprecian una boca diminuta con las comisuras muy perfiladas, una nariz recta, ojos rasgados y un mentón muy marcado, todo ello reflejo del estado de abstracción con el que la Virgen contempla a su hijo, como si presintiese su destino en la cruz.

## Restauración

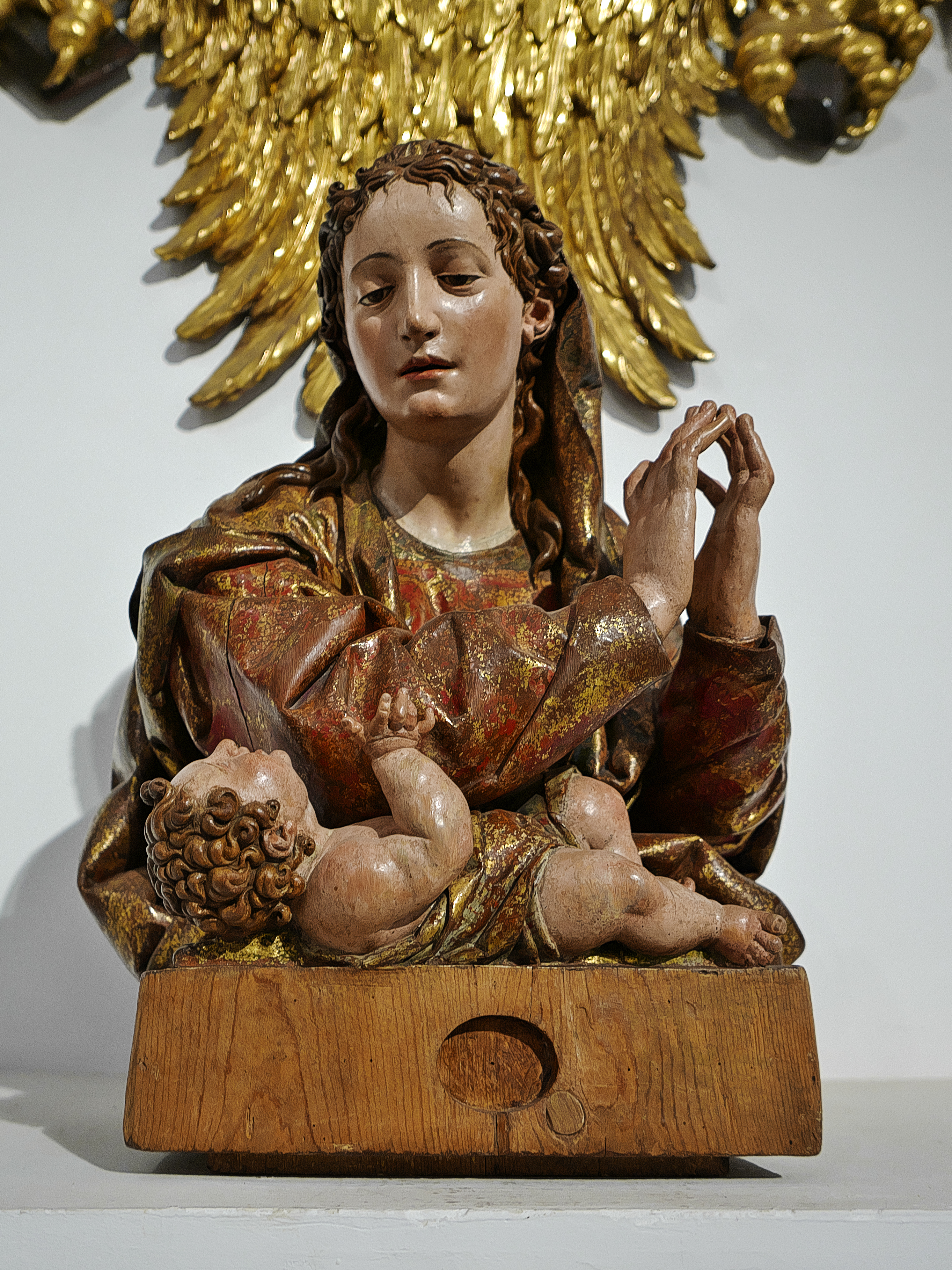
La Virgen de Belén tras su restauración.

La Virgen de Belén fue sometida a un proceso de restauración de cuatro meses (entre noviembre de 2015 y marzo de 2016) por Patricia Ganado a iniciativa del cabildo de la seo zamorana, quien logró recaudar fondos mediante la venta de entradas a la catedral. La talla presentaba un notable oscurecimiento producto de las numerosas capas de aceite aplicadas para refrescar la obra las cuales provocaron el rozamiento de los estofados, mientras que la peana se hallaba cubierta por papeles de latón brillantes como si de pan de oro se tratase, los cuales ocultaban los dorados originales así como una oquedad empleada como relicario que quedó al descubierto tras la intervención. Las carnaduras originales subsistían sobre la madera y las mismas pudieron salvarse al eliminar la encarnación añadida, reponiéndose a su vez tres dedos en la figura del Niño y dos en la imagen de la Virgen respetando la dirección que marcaba la pieza. En lo tocante a la reintegración cromática, según Bernardo Medina, sacerdote y director del taller diocesano de restauración, las partes con lagunas de policromía fueron pintadas con tonos ligeramente diferentes para que no se mimetizasen con el cromatismo original y se pudiese distinguir a simple vista la pintura auténtica y la que fue aplicada durante las labores de reparación. A mayores, la figura contaba con cejas y pestañas añadidas que aumentaban su volumen y que fueron retiradas, pudiendo apreciarse tras la restauración el tono almendrado de los ojos. La imagen, presentada al público en la sacristía de la catedral el 15 de marzo de 2016, sufría así mismo abrasiones a causa del enorme culto que tuvo en su momento, pudiendo apreciarse múltiples horificios atribuidos a la colocación de exvotos por parte de los fieles, especialmente embarazadas y parturientas, mientras que el cuello de la Virgen mostraba roces causados posiblemente por el añadido de unos largos pendientes del estilo de los que usaban las toresanas de la época.

## Legado
La Virgen de Belén, considerada un ejemplar excepcional de la escuela de escultura barroca de Toro, fue expuesta por vez primera en la muestra El Arte en la Iglesia de Castilla y León, I edición de Las Edades del Hombre celebrada en Valladolid en 1988-1989, viajando a Nueva York en 2002 para tomar parte en la exhibición Time to Hope, X edición de Las Edades del Hombre.